# 马辛吉尔区
23°55′16″S 32°09′43″E / 23.921°S 32.162°E

馬辛基區（葡萄牙語：Massingir）是莫桑比克的行政區，位於該國南部，由加扎省負責管轄，首府設於馬辛日爾，面積5,893平方公里，2007年人口28,470，人口密度每平方公里4.8人。